# 70017号月球玄武岩

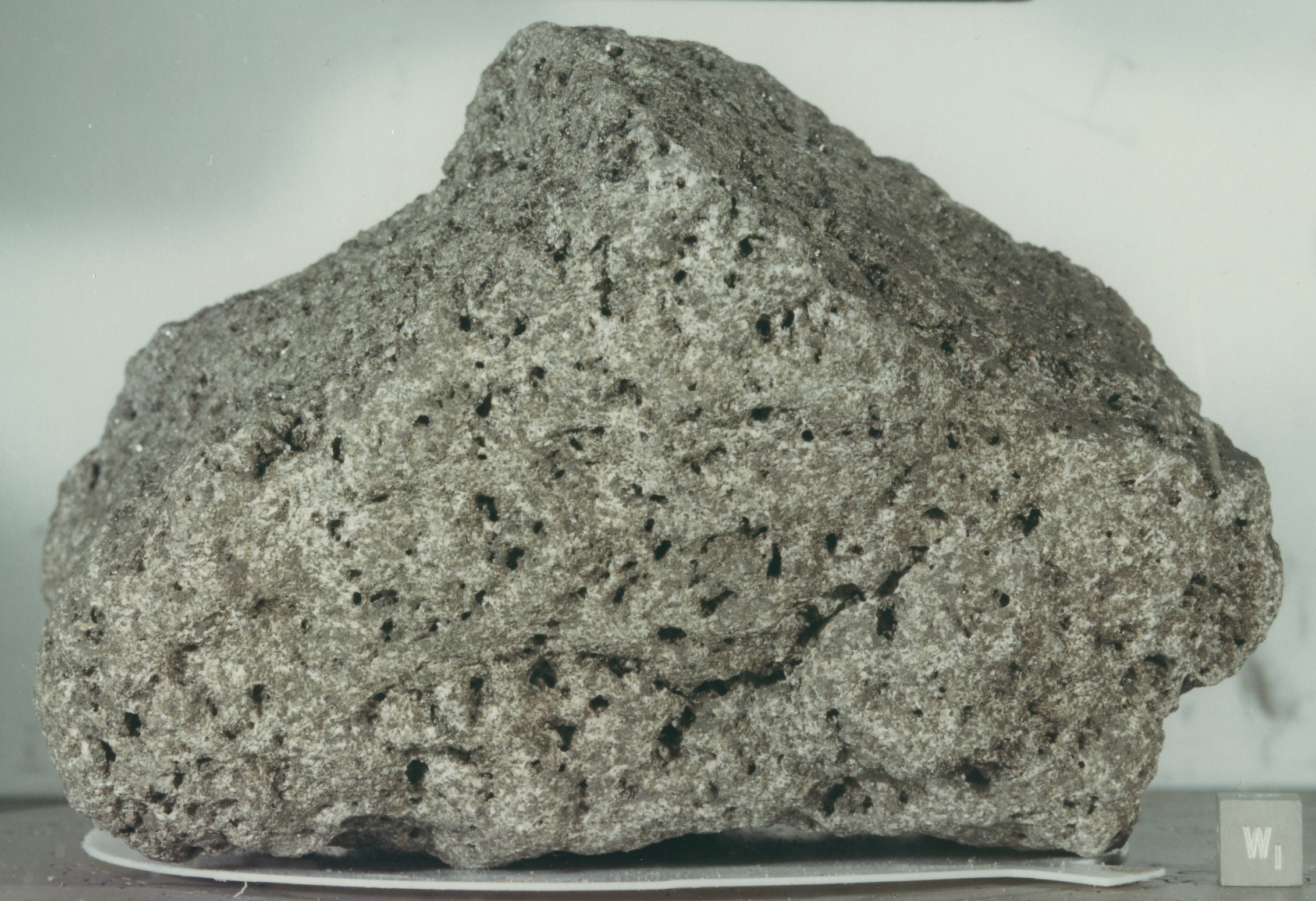
阿波罗17号宇航员取回的70017号月球玄武岩

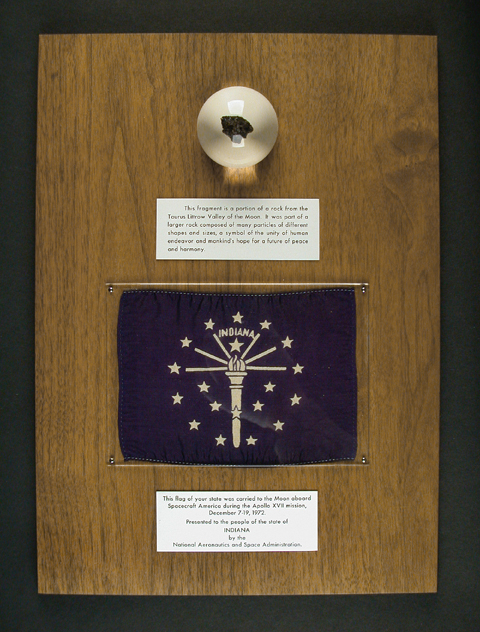
带有一块"月岩"的阿波罗17号展品

70017号月球玄武岩是1972年阿波罗17号任务期间，由宇航员尤金·塞尔南和哈里森·施密特在陶拉斯-利特罗谷中的阿波罗登月舱附近采集的一块月球岩石，并被切分成1.1克的小块。

## 历史
70017号月球玄武岩是一块月球玄武岩，由宇航员尤金·塞尔南和哈里森·施密特在阿波罗17号-最后一次载人登月时采集的。两位宇航员在从月表采集玄武岩岩石后，发表了一篇有关“世界的孩子”的演讲。他们希望将一部分月岩作为友好善意的象征赠送给世界各国。1973年尼克松总统赠出了一批1.1克70017号月球玄武岩，它们被封装在一个个透明小树脂球中，每个树脂球固定在一块木制展板上。这些月岩后来被赠予所有国家和全美各州及所有美属领土领地。有些国家根本没料到会获得阿波罗展件。部分带有月球岩石的展件现已失窃，同时另外一些也在保管过程中丢失，但美国宇航局仍拥有80%左右的原始月岩样本。

## 描述
1973年，阿波罗17号月球样本信息编目将其描述为“含有一些极化斜长石的全晶、等粒玄武岩”，切碎前的总重量为2957克。来自70017号月球玄武岩的每1.1克切片其成分由30％斜长石、59％辉石、10％钛铁矿和1％橄榄石构成。阿波罗17号的“70017号月球玄武岩”被技术人员描述为粗粒高钛玄武岩。它被称为月球土壤，其结晶年龄约37亿年，曝光年龄约2.2亿。块状角石的所有表面都粗糙不平且呈锯齿状。

## 延伸阅读
- 克洛克, 乔. . 阿塔维斯特/亚马逊数字服务公司. 2012年2月19日: 47. ASIN B007BGZNZ8.